# Прус, Руслан Анатольевич
Русла́н Анато́льевич Прус (укр. Руслан Анатолійович Прус; 11 октября 1982, Хропотова — 23 мая 2023, Бахмут) — украинский военнослужащий, старший лейтенант, участник российско-украинской войны. Герой Украины (24 февраля 2024, посмертно).

## Биография
Родился 11 октября 1982 года в селе Хропотова Чемеровецкого района Хмельницкой области.
Выпускник факультета физической культуры 2004 года Каменец-Подольского университета имени И. Огиенко.
Участвовал в АТО на востоке Украины. Преподавал в Каменец-Подольском военном лицее.
В начале российского вторжения в Украину находился в Нидерландах, откуда вернулся в Украину. 1 марта 2022 года был призван на военную службу по мобилизации. Служил заместителем командира роты огневой поддержки воинской части А7220 (107 ОБрТО).
23 мая 2023 года во время выполнения боевого задания на западной окраине Бахмута, во время артиллерийского обстрела, спасший побратима, погиб, получив ранения, несовместимые с жизнью.
Похоронен в Новоднестровске Черновицкой области.
Остались жена и дочь.

## Награды
- Звание «Герой Украины» с удостоением ордена «Золотая Звезда» (24 февраля 2024, посмертно) — за личное мужество и героизм, проявленные в защите государственного суверенитета и территориальной целостности Украины, верность военной присяге[4].